# Lecteria triangulifera
Lecteria triangulifera är en tvåvingeart som först beskrevs av Alexander 1921.  Lecteria triangulifera ingår i släktet Lecteria och familjen småharkrankar.
Artens utbredningsområde är Peru. Inga underarter finns listade i Catalogue of Life.